# Höhenstand
Der Höhenstand beschreibt in der Geburtshilfe die Position des vorangehenden Teiles des ungeborenen Kindes (Kopf oder Steiß) im mütterlichen Becken. Er wird für gewöhnlich in + oder - cm angegeben.
Der Kopf vollzieht bei der Geburt beim Durchtritt des Beckens drei Bewegungen: Tiefertreten (Höhenstandsänderung), Beugung (Haltungsänderung) und Drehung (Stellungsänderung). Insgesamt muss der Kopf von Beckeneingang bis Beckenboden circa 12 cm zurücklegen.

## Grundlagen und Bedeutung
Die wiederholte Feststellung des Höhenstandes ist für die Beurteilung des Geburtsverlaufes wichtig und bildet eine der Entscheidungsgrundlagen für die Frage, ob vaginal-operative oder Schnittentbindungen zur Anwendung kommen müssen. Auch andere geburtshilfliche Entscheidungen, wie die Art der Einleitung, werden meist auch unter Berücksichtigung des Höhenstandes getroffen. Neben der Beurteilung des Höhenstands werden auch das Schwangerschaftsalter, die Parität, eventuell vorhandene Wehentätigkeit, der Zustand des Muttermundes und die Kindslage (Lage, Stellung, Haltung und Einstellung) berücksichtigt.
Die vier wichtigen Höhenstände, die der Kopf innerhalb des Beckens während der Schwangerschaft und der Geburt durchläuft, sind:
- Kopf über Beckeneingang:
- Kopf im Beckeneingang: Die Leitstelle hat die Terminalebene überschritten.
- Kopf steht tief und fest im Beckeneingang: Der Kopf hat die Terminalebene mit seinem größten Umfang überschritten.
- Kopf steht auf Beckenboden: Der Kopf sitzt der Beckenbodenmuskulatur fest auf, der Kopf steht mit seinem größten Umfang in der Beckenmittenebene (Mitte Symphysenhinterwand, Mitte des dritten Kreuzbeinwirbels).

Der Höhenstand wird in den meisten Lehrbüchern in Bezug auf eine Schädellage beschrieben. Auch bei einer Beckenendlage wird von Höhenstand gesprochen. Dieser spielt hier aber nicht dieselbe Rolle wie bei der Schädellage, da sich der kindliche Steiß hier meist sehr lange (teilweise bis kurz vor der Geburt) über Beckeneingang befindet und der Kopf (der Teil des Kindes mit dem größten Umfang und damit der relevantere) sehr rasch nach der Geburt des Steißes den Geburtskanal passiert. In der Schwangerschaft ist der Höhenstand dahingehend von Bedeutung, dass es um die 36. Schwangerschaftswoche zur Absenkung des Kindes im Mutterleib kommt. Bei Erstgebärenden gilt es als prognostisch günstig, wenn das Kind dann Bezug zum Becken aufgenommen hat, während es bei Mehrgebärenden häufig so ist, dass das Kind erst unter Geburtswehen oder nach dem Blasensprung einen Bezug zum Becken bekommt.
Man unterscheidet zwei Verfahren zur Feststellung des Höhenstandes: die äußere und die innere (vaginale) Untersuchung.

## Feststellung des Höhenstandes durch äußere Untersuchung
Um durch äußere Untersuchung den Höhenstand festzustellen, kommt in der Regel der 3. und 4. Leopold-Handgriff zum Einsatz.
Solange der Kopf oder ein anderer vorangehender Teil noch über dem Beckeneingang ist, kann man diesen noch ganz über dem Becken ertasten und er ist leicht zu verschieben. Bei Ausführung des 3. Leopold-Handgriffs kann man den vorangehenden Teil zum Hin-und-Herschwingen (Ballotieren oder Ballottement) bringen. Bei Anwendung des 4. Leopold-Handgriffs kann man mit der Spitze der Finger zwischen Kopf und Beckering eindringen.
Ist der Kopf dem Becken aufgesetzt, ist er mit dem kleinsten Segment  ins Becken eingetreten, daraufhin wird seine Beweglichkeit geringer und es geht von „frei beweglich über Beckeingang“ über in „schwer beweglich in Beckeneingang“. Der Kopf ist zum großen Teil von außen noch gut abtastbar.
Wenn der Kopf schwer beweglich im Beckeingang ist, ist das eingetretene Kopfsegment größer als noch bei einem beweglichen Kopf. Der Kopf ist von außen immer noch gut tastbar. Bei diesem Höhenstand könnte bei einer vaginale Untersuchung der Kopf bei einer Mehrgebärenden noch aus dem Becken hinausgeschoben werden, während dies bei einer Erstgebärenden in der Regel nicht mehr gelingt.
Steht der Kopf tief und fest im Beckeneingang, ist er von außen so gut wie gar nicht mehr zu tasten. Der Höhenstand in Beckenmitte ist der einzige, der nicht durch äußere Handgriffe ermittelt werden kann. Ist der Kopf auf Beckenboden, füllt er die ganze Beckenhöhle aus und sitzt der Beckenbodenmuskulatur fest auf, man kann ihn äußerlich von unten her fühlen. Hierfür gibt es zwei Handgriffe:
- Schwarzenbachscher Handgriff: Drückt man die Spitze der vier Finger einer Hand vom Kreuzbein her kommend in die Gegend zwischen Steißbeinspitze und dem After, den „Hinterdamm“, fühlt man deutlich den auf Beckenboden stehenden Kopf, als harten breiten Widerstand.
- De Leescher Handgriff: Drückt man zwei Finger seitlich einer großen Schamlippe in die Tiefe, fühlt man dort den großen harten Kopf stehen.

Steht der Kopf im Beckenausgang wird er in der Vulva bzw. in der Tiefe der Scheide sichtbar.

## Feststellung des Höhenstandes durch innere Untersuchung

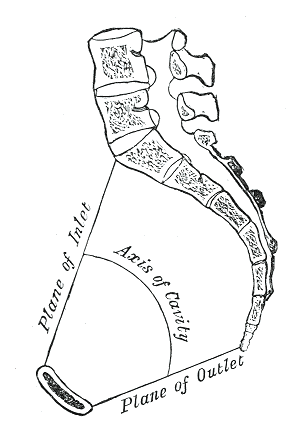
„Gedachte“ Führungslinie, die bei der inneren Untersuchung beachtet werden muss

Wird der Höhenstand mit Hilfe der vaginalen Untersuchung ermittelt, sind dabei drei grundsätzliche Dinge zu beachten. Zunächst muss der tastende Finger genau in Führungslinie des bogenförmigen Geburtsweges sein (die Mittelpunkte aller geraden Durchmesser des kleinen Beckens und des sich nach unten anschließenden Weichteilweges bilden eine Achse = Führungslinie). Wenn zu weit vorne untersucht wird, kommt man zu leicht an den Kopf heran und schätzt ihn zu tief. Weiter gilt als Bezugspunkt am Kopf die knöcherne Leitstelle, dem tiefsten Punkt des vorangehenden Teiles. Besteht eine Geburtsgeschwulst, muss diese abgezogen werden. Im Extremfall kann diese Geschwulst bereits in der Vulva sichtbar sein, während er Kopf mit seinem größten Umfang noch nicht ins Becken eingetreten ist. Als Drittes muss beachtet werden, dass alle Angaben immer für die physiologischen Flexionslagen gelten und nicht für die Deflexionslagen, wie beispielsweise die Gesichtslage oder die Stirnlage. Bei der vaginalen Untersuchung werden drei Methoden, mit jeweils anderen Bezugspunkten, zur Bestimmung des Höhenstandes unterschieden.

### Höhenstandsbeschreibung in Bezug auf die Beckenräume
Der Höhenstand wird ermittelt auf Grund des Verhältnisses des funktionalen Kopfumfangs in Bezug zu den Beckenräumen. In der Regel werden drei Beckenräume – Beckeneingang, Beckenmitte und Beckenausgang – beschrieben, wobei auch andere Benennungen üblich sind (z. B. Beckenhöhle statt Beckenmitte). Der funktionale Kopfumfang, der bezogen auf die Geburtmechanik für das Tiefertreten in den Beckenräumen von Bedeutung ist, wird in einigen Lehrbüchern auch als „größter kindlicher Kopfumfang“, „Durchtrittsplanum“ oder „geburtsmechanisch wirksamer Kopfumfang“ bezeichnet.

### Parallelebenen nach Hodge
Diese Höhenstandsbeschreibung stammt von dem amerikanischen Frauenarzt Hughes Lennok Hodge (1796–1873). Diese Einteilung bezieht sich auf das Verhältnis von der Leitstelle zu den Parallelebenen des mütterlichen Beckens. Die Leitstelle entspricht dem tiefsten Punkt des vorangehenden kindlichen Teiles, also der Stelle, auf die der Finger als erstes bei der vaginalen Untersuchung in Führungslinie trifft. Das kleine Becken wird in vier parallel verlaufende Ebenen unterteilt. Sie liegen je circa vier Zentimeter auseinander und orientieren sich an markanten Knochenstellen:
- O-Ebene: obere Schoßfugenrandebene, diese verläuft vom Symphysenoberrand zum Promontorium, der vorangehende Teil hat bei diesem Höhenstand noch keine Beziehung zum Beckeneingangsraum, er ist beweglich über dem kleine Becken
- U-Ebene: untere Schoßfugenrandebene, diese verläuft parallel zur O-Ebene in Höhe des Symphysenunterrandes,
- I-Ebene: Interspinalebene, diese verläuft parallel in Höhe der beiden Sitzbeinstachel
- B-Ebene: Beckenausgangsebene, diese verläuft parallel des nicht abgebogenen Steißbeins

### Höhenstandsdiagnose nach de Lee
Diese Höhenstandsbeschreibung geht auf den amerikanischen Frauenarzt Joseph Olivar de Lee (1869–1942) zurück. Dabei ist die Interspinalebene – eine gedachte Verbindungslinie zwischen den Sitzbeinstacheln (Spinae ischiadicae) – der Bezugspunkt, dieser entspricht dem Nullpunkt. Der Höhenstand des kindlichen vorangehenden Teiles wird in Zentimetern oberhalb bzw. unterhalb der Interspinalebene angegeben. Das kleine Becken wird dabei in acht Zentimeter eingeteilt. Es wird also ein Wert angegeben von I-4 bis I+4.

## Praktische Anwendung
Die Höhenstandsbestimmung und vor allem die Angaben sind in der Praxis nicht immer eindeutig. Es gilt als empfehlenswert, sich innerhalb eines Kreißsaalteams auf eine einheitliche Beschreibung zu einigen. Die Deutsche Gesellschaft für Gynäkologie und Geburtshilfe empfiehlt in ihren AWMF-Leitlinien, den Höhenstand nach de Lee zur Vorgehensweise bei der vaginal-operativen Entbindung.